# Eduard Köck (Politiker)
Eduard Köck (* 8. August 1965 in Waidhofen an der Thaya) ist ein österreichischer Politiker (ÖVP) sowie Landwirt. Er war von 2013 bis März 2023 Mitglied des Österreichischen Bundesrates für Niederösterreich.

## Ausbildung und Beruf
Köck besuchte von 1971 bis 1975 die Volksschule Thaya und wechselte zum weiteren Schulbesuch 1975 an die Hauptschule 2 Waidhofen an der Thaya. Er absolvierte im Anschluss von 1980 bis 1981 den Polytechnischen Lehrgang in Waidhofen an der Thaya und bildete sich in der Folge von 1981 bis 1984 an der Landwirtschaftlichen Fachschule Edelhof weiter. Hier ließ er sich zudem ab 1985 zum Meister ausbilden, wobei er im Mai 1987 die Meisterprüfung in Edelhof ablegte. Zudem besuchte er von 1992 bis 1995 einen Externisten-Kurs in der Höhere Bundeslehr- und Forschungsanstalt Francisco Josephinum Wieselburg mit Matura, die ihm zur Führung der Standesbezeichnung Ingenieur berechtigt. 
Köck ist seit 1986 beruflich als Landwirt selbständig. Er führt seinen Betrieb gemeinsam mit seinem Sohn, wobei es sich um einen gemischten Betrieb mit rund 70 % Ackerbau, 15 % Grünland und 15 % Wald handelt. Köck widmet sich insbesondere dem Getreideanbau, wobei auf rund 10 ha Braugerste für die Brauerei Schrems angebaut wird. Des Weiteren produziert Köck Mais und Futter für die Schafzucht. Im Betrieb werden Berrichon du Cher, Lacaune- und Jura-Schafe gezüchtet und Mastlämmer produziert.

## Politik und Funktionen
Köck ist seit 2002 Bezirksobmann des Bauernbundes der ÖVP Waidhofen an der Thaya und wurde 2008 zudem Gemeindeparteiobmann der ÖVP Thaya. Seit 8. Februar 2008 fungiert er zudem als Bürgermeister der Gemeinde. Er wurde am 24. April 2013 vom Landtag von Niederösterreich in den Bundesrat entsandt. 
Er ist jahrelanger Funktionär der Landeslandwirtschaftskammer für Niederösterreich und war fünf Jahre in der Landwirtschaftskammer Österreich. Von dort aus wurde er als Vertreter in die Produktenbörse Wien, den Leistungsausschuss der Sozialversicherung und in die Hagelversicherung entsandt. Seit 2010 hat er das Amt des Obmanns der Bezirksbauernkammer Waidhofen an der Thaya inne. Er ist seit 1992 in der gemeinschaftlichen Lämmervermarktung aktiv und ist Obmann der Schaf und Ziegenbörse Niederösterreichischen und der Österreichischen Schaf und Ziegenbörse, wobei er beide Firmen mitbegründete. Darüber hinaus ist er seit 2009 Obmann des Niederösterreichischen Landesverbandes für Schaf und Ziegenzucht und seit 2005 Obmann der Initiative Waldviertel. Als Obmannstellvertreter der EZG Ökoregion Waldviertel arbeitete er an Vermarktungsstrategien mit.
Nach der Landtagswahl in Niederösterreich 2023 schied er aus dem Bundesrat aus.